# Attaque contre la marche des fiertés de Tbilissi en 2021
L'attaque contre la marche des fiertés de Tbilissi, aussi appelée « pogrom des 5 et 6 juillet », a lieu le 5 et le 6 juillet 2021. Alors qu'une « Marche de la dignité » est organisée dans la capitale de la Géorgie, elle est attaquée par des militants d'extrême droite et ultraconservateurs, notamment orthodoxes, appuyés par le Service de sécurité d'État de Géorgie.  
Plusieurs dizaines de journalistes sont blessés, dont un meurt quelques jours plus tard. La réaction des autorités politiques, opposées à la tenue de l'événement, est dénoncée par l'opposition. Des manifestations de protestations contre l'homophobie et anti-gouvernementales sont organisées. 

## Contexte
Les droits LGBT en Géorgie, bien que l'homosexualité soit légale dans le pays depuis 2000, font l'objet de remises en cause croissantes par le pouvoir. Les personnes LGBT+ sont également fréquemment victimes de violences. La société géorgienne, qui reste conservatrice, est marquée par l'influence de l'Église orthodoxe géorgienne. Certains militants LGBT+ restent cependant optimistes, affirmant que « Nous sentons une solidarité grandissante de la société géorgienne et de politiciens mais il y a des groupes homophobes violents ». 
En 2019, une association géorgienne de défense des droits LGBT+, Tbilisi Pride, tente d'organiser une marche des fiertés à Tbilissi. Cependant, ils doivent renoncer face au refus des autorités, notamment de la Police géorgienne, de la sécuriser, et seule une semaine militante est organisée. 
En juillet 2021, les associations de défense des droits LGBT+ géorgiennes Tbilisi Pride et Shame Movement, tentent à nouveau d'organiser une « Marche de la dignité ». Le gouvernement leur demande de l'annuler, en évoquant un potentiel « désordre », et le Premier ministre s'oppose publiquement à sa tenue, accusant « l’opposition radicale » d'être à l'origine de l'événement, qu'il juge « [inacceptable] pour une grande partie de la société géorgienne ». Ses propos son vivement critiqués par les militants et accusés d'encourager l'homophobie.  L'Église orthodoxe appelle à un contre-rassemblement prenant la forme d'une prière publique,.

## Attaque contre la marche

### Déroulement
Le 5 juillet 2021, un événement LGBT+ doit finalement avoir lieu, appelé « Marche de la dignité ». Des journalistes sont également présents. Face à eux, une centaine de personnes manifestent contre la marche des fiertés, dont plusieurs individus violents,. Ils sont dirigés par Zourab Makharadze, dirigeant de la chaîne d'extrême droite Alt-Info (en). Le matin, une manifestation contre les droits LGBT a lieu devant le Parlement de Géorgie et réunit plusieurs centaines de personnes. Durant les préparatifs de la marche, des militants d'extrême droite, encouragés par des membres de l'Église orthodoxe, s'en prennent aux manifestants, mais aussi à des journalistes et à la police. Les locaux de plusieurs associations sont envahis, notamment ceux de Tbilisi Pride, où des drapeau arc-en-ciel LGBT sont arrachés. Les journalistes couvrant l'événement sont poursuivis dans la ville. Au total, l'assaut contre la marche fait 53 blessés, principalement des journalistes et cadreurs, hospitalisés. Un touriste polonais est également poignardé car il porte des boucles d'oreille. Plusieurs dizaines de personnes sont arrêtées par la police pour des faits de violences, principalement des « seconds couteaux ». Avant que la marche ne débute, les organisateurs font le choix de l'annuler pour éviter de mettre en danger les participants,. Les événements seront par la suite qualifiés de « pogroms ». 
Les contre-manifestants s'en prennent également à des symboles européens, selon l'opposant pro-européen Guiorgui Bokeria. Plusieurs drapeaux sont décrochés, quelques jours avant la visite prévue du Commissaire européen Olivér Várhelyi. 

### Mort d'Alexandre Lashkarava
Le 5 juillet, Alexandre Lashkarava, 36 ans, cadreur de TV Pirveli, est violemment agressé en marge de la marche. Il est seul avec sa collègue reporter dans le siège d'un groupe militant LGBT+, un seul policier sécurisant les lieux, lorsque plusieurs dizaines d'assaillants s'en prennent aux locaux, le frappant à la tête pendant plusieurs minutes. Il subit plusieurs fractures au visage,.  
Le 10 juillet, quelques jours après la marche, il est annoncé qu'Alexandre Lashkarava a été retrouvé mort à son domicile, dans son lit. Après l'annonce de sa mort, les autorités affirment que le journaliste était « apparemment en état d’ébriété ». Le corps du journaliste est retiré pour l'autopsie, bien que la famille ait souhaité une enquête indépendante, et son décès est rapidement attribué à une overdose de drogue,,. des analyses ocmplémentaires sont réalisées et le rapport d'autopsie rendu public en décembre 2021 note que, bien qu'e le journaliste ait été victime d'une commotion cérébrale et d'une hémorragie dans le globe oculaire gauche, ainsi que de nombreuses contusions, elles n'ont pas causé la mort. Il attribue le décès à une overdose en raison de la présence dans son corps de plusieurs produits stupéfiants.  
Le décès d'Alexandre Lashkarava est cependant relié par la société civile aux violences commises le 5 juillet, et une cérémonie d'hommage est organisée, lors de laquelle sont présents de nombreux journalistes venus lui rendre hommage. L'homme d'affaires d'extrême droite Levan Vassadze, fondateur d'un parti eurosceptique d'extrême droite, accuse l'ambassadrice américaine en Géorgie d'être liée à la mort du cadreur. 

### Implication gouvernementale
Selon Régis Genté en 2021, « Quantité d’indices montrent que les violences [...], dans une ambiance de pogroms antihomosexuels où l’on s’en est aussi pris aux symboles de l’Occident, ont été organisées et dirigées sur place par des groupuscules liés au pouvoir géorgien », ce qui est confirmé par une source au sein des services de sécurité, qui estime que « ces violences ont été orchestrées par des gangs que nous connaissons bien et que le pouvoir utilise régulièrement pour intimider des opposants ou des ONG ». Selon lui, l'un des buts du parti au pouvoir, Rêve géorgien, aurait pu être de faire remonter son soutien en vue d'élections locales à l'enjeu important, mais aussi de « ramener le pays dans le giron russe ».
L'année suivante, en juin 2022, TV Pirveli diffuse un reportage d'investigation qui montrerait la présence au sein des contre-manifestants de membres du Service de sécurité d'État. Selon la chaîne, ils auraient organisé les violences homophobes en transportant des contre-manifestants sur les lieux de la Marche de la dignité, puis laissé la situation dégénérer. Le reportage les accuse d'avoir agi en contradiction avec la Constitution, qui « garantit la liberté de réunion et de la presse ». La chaîne pointe aussi du doigt le ministère des Affaires intérieures, qui chercherait à étouffer l'affaire, en retardant la tenue d'une enquête interne sur les événements.

## Conséquences et suites

### Manifestations et violences homophobes
D'autres manifestations homophobes se poursuivent après l'annulation de la Marche de la dignité, menées par les mêmes groupes qui ont attaqué la marche. Des violences éclatent et plus d'une centaine de militants sont arrêtés, dont la majorité est libérée sous condition dans les jours qui suivent.

### Protestations antigouvernementales et réactions en Géorgie
Quelques jours après les événements et le lendemain de la mort du journaliste, le 11 juillet, une foule se rassemble devant le Parlement de Géorgie, à l'appel d'organisations de défense des droits humains. Environ 8 000 manifestants sont présents et réclament la démission du Premier ministre, Irakli Garibachvili et du ministre des Affaires intérieures Vakhtang Gomelaouri, en raison de leur incapacité à assurer la sécurité de l'événement. les manifestants s'indignent également de la mort dd'Alexandre Lashkarava, comme l'indique le leader d'opposition Nika Melia. Reporters sans frontières accuse les autorités géorgiennes de « culpabilité passive ».
La réponse de Garibachvili est fortement critiquée ; il déclare le lendemain de la marche qu'il ne s'agit que d'événements « malheureux » pouvant se produire « partout » dans le monde. Il affirme également que « 95 % de notre population est opposée à cette parade de propagande » . Selon des militants, la haine LGBTphobe « est inspirée et soutenue par le gouvernement ». Civil Georgia accuse le gouvernement de s'être « accroché à un illibéralisme teinté de religieux comme plateforme idéologique ». Un sondeur, directeur du Caucasus Research Resources Center, conteste les déclarations du Premier ministre, déclarant que « 44 % des répondants disent par exemple être contre la protection des droits des homosexuels ».
Fin 2021, dans son rapport annuel, la Défenseure publique de Géorgie Nino Lomdjaria déclare que la situation des droits humains en Géorgie ne s'est pas améliorée et s'est même dégradée. Elle déplore « l'un des jours les plus tristes de l'histoire récente du pays, où l'État, responsable de la protection des droits de l'homme et de la sécurité, n'a pas rempli sa fonction ». 

### Réactions internationales
Les violences contre les personnes LGBT+ et les positions du gouvernement en la matière pourraient entraver les relations entre la Géorgie et l'Union européenne, notamment la procédure d'adhésion de la Géorgie à l'UE, selon le politologue Kornely Kakachia. Les déclarations d'Irakli Garibachvili sont en effet mal perçues en Europe et 16 pays condamnent dans un communiqué commun « les violentes attaques contre des militants, des membres de communautés et des journalistes, ainsi que l’incapacité des responsables politiques et religieux à condamner ces violences ». 

### Poursuites judiciaires
Au total, la police inculpe 31 personnes pour des faits de violence à caractère homophobe, dont 27 sont également accusées de violences contre des journalistes, ayant notamment ciblé Alexandre Lashkarava, cependant les organisateurs de la contre-manifestation ne sont pas identifiés. 
Toutes les personnes arrêtées sont reconnues coupables. En avril 2022, un tribunal de Tbilissi condamne six d'entre elles à des peines de 5 ans de prison, cependant en 2023, la cour d'appel réduit leur peine à quatre ans, après avoir annulé leur condamnation pour le chef d'accusation de « violence en réunion en fonction de l'orientation sexuelle et de l'identité de genre », une décision critiquée. En novembre 2024, deux des condamnés, pour des faits de violences, notamment contre Alexandre Lashkarava, sont libérés en avance.